# Brevicornu turgidula
Brevicornu turgidula är en tvåvingeart som beskrevs av Eberhard Plassmann och Schacht 1999. Brevicornu turgidula ingår i släktet Brevicornu och familjen svampmyggor.
Artens utbredningsområde är Tyskland. Inga underarter finns listade i Catalogue of Life.